# モハーヴェ郡 (アリゾナ州)
モハーヴェ郡（英: Mohave County）は、アメリカ合衆国アリゾナ州北西部隅に位置する郡である。人口は21万3267人（2020年）。郡庁所在地はキングマンである。最も人口が多い都市はレイクハバスシティであるが、人口が固まっているのはブルヘッドシティ、モハーヴェ砦およびモハーヴェ・バレーのある地域である。
モハーヴェ郡にはグランド・キャニオン国立公園やミード湖レクリエーション地域の部分、およびグランドキャニオン・パラシャント国立保護区の全てが入っている。カイバブ、フォートモハーヴェ、およびフアラパイの各インディアン居留地も郡内にある。

## 歴史
モハーヴェ郡はアリゾナ準州議会第1会期が最初に創設した4郡の1つである。当初の郡境は西経113度20分より西、ビル・ウィリアムズ川より北と定められていた。1865年にパーユート郡が分離設立され、その領域の大半が1866年にネバダ州に割譲された後、1871年に残っていた領域が郡内に戻ってきた。現在の領域は1881年に確定されたものである。

## 地理
アメリカ合衆国国勢調査局に拠れば、郡域全面積は13,469.71平方マイル (34,886.4 km2)であり、このうち陸地は13,311.64平方マイル (34,477.0 km2)、水域は158.07平方マイル (409.4 km2)で水域率は1.17%である。その面積はアラスカ州を除いた大陸アメリカ合衆国の中で5番目に大きな郡である（上位に来るのは隣接するカリフォルニア州サンバーナーディーノ郡（面積20,053平方マイル (52,000 km2)）、やはり隣接するアリゾナ州ココニノ郡（面積18,617平方マイル (48,000 km2)）、ネバダ州ナイ郡（面積18,147平方マイル (47,000 km2)）および同州エルコ郡（面積17,179平方マイル (44,000 km2)）である。）
西側郡境の大半はコロラド川となっており、カリフォルニア州、ネバダ州およびユタ州とも接している。コロラド川は郡内を東西方向に流れ、その北側はアリゾナ・ストリップ、南側はモハーヴェ砂漠という2つの地域になっている。

### 隣接する郡
- ワシントン郡 (ユタ州) - 北
- ケーン郡 (ユタ州) - 北東
- ココニノ郡 - 東
- ヤヴァパイ郡 - 東
- ラパス郡 - 南
- サンバーナーディーノ郡 (カリフォルニア州) - 南西
- クラーク郡 (ネバダ州) - 西
- リンカーン郡 (ネバダ州) - 北西

モハーヴェ郡と隣接する郡の面積は、アラスカを除けばそのような塊として国内最大である。その総面積は89,567.34平方マイル (231,978.34 km2) であり、アイダホ州1州よりも大きい。郡の面積で国内10傑にはいる4つの郡が含まれている。

### 国立保護地域
- ビル・ウィリアムズ川国立野生生物保護区（部分）
- グランド・キャニオン国立公園（部分）
- グランドキャニオン・パラシャント国立保護区
- ハバス国立野生生物保護区（部分）
- カイバブ国立の森（部分）
- ミード湖レクリエーション地域（部分）
- パイプスプリング国立保護区

## 交通

### 主要高規格道路
- 州間高速道路15号線
- 州間高速道路40号線
- アメリカ国道93号線
- アリゾナ州道66号線
- アリゾナ州道68号線
- アリゾナ州道95号線
- アリゾナ州道389号線

### 空港
モハーヴェ郡内には以下の公共用途空港がある。カッコ内は連邦航空局コード。
- ブルヘッドシティ - イーグル空港 (A09)
- ブルヘッドシティ - ラフリン・ブルヘッド国際空港 (IFP)
- ブルヘッドシティ - サンバレー空港 (A20)
- コロラドシティ - コロラドシティ市民空港 (AZC)
- キングマン - キングマン空港 (IGM)
- レイクハバスシティ - レイクハバスシティ空港 (HII)
- ミードビュー - ピアース・フェリー空港 (L25)
- ピーチスプリングス - グランドキャニオン・ウェスト空港 (1G4)
- テンプルバー - テンプルバー空港 (U30)

## 人口動態
以下は2000年国勢調査による人口統計データである。
| 基礎データ - 人口: 155,032人 - 世帯数: 62,809 世帯 - 家族数: 43,401 家族 - 人口密度: 4人/km2（12人/mi2） - 住居数: 80,062軒 - 住居密度: 1軒/km2（3/mi2） 人種別人口構成 - 白人: 90.06% - アフリカン・アメリカン: 0.54% - ネイティブ・アメリカン: 2.41% - アジア人: 0.77% - 太平洋諸島系: 0.11% - その他の人種: 4.00% - 混血: 2.13% - ヒスパニック・ラテン系: 11.08% 年齢別人口構成 - 18歳未満: 23.1% - 18-24歳: 6.5% - 25-44歳: 23.2% - 45-64歳: 26.7% - 65歳以上: 20.5% - 年齢の中央値: 43歳 - 性比（女性100人あたり男性の人口） - 総人口: 98.9 - 18歳以上: 96.8 | 世帯と家族（対世帯数） - 18歳未満の子供がいる: 25.1% - 結婚・同居している夫婦: 55.1% - 未婚・離婚・死別女性が世帯主: 9.3% - 非家族世帯: 30.9% - 単身世帯: 24.1% - 65歳以上の老人1人暮らし: 11.3% - 平均構成人数 - 世帯: 2.45人 - 家族: 2.87人 収入と家計 - 収入の中央値 - 世帯: 31,521米ドル - 家族: 36,311米ドル - 性別 - 男性: 28,505米ドル - 女性: 20,632米ドル - 人口1人あたり収入: 16,788米ドル - 貧困線以下 - 対人口: 13.9% - 対家族数: 9.8% - 18歳未満: 20.4% - 65歳以上: 7.7% |

## 都市

### 市
- レイクハバスシティ
- ブルヘッドシティ
- キングマン（郡庁所在地）

### 町
- コロラドシティ

### 国勢調査指定地域
- ニューキングマン・バトラー
- モハーヴェバレー
- ゴールデンバレー
- デザートヒルズ
- ドーランスプリングス
- ピーチスプリングス
- ウィローバレー
- アリゾナビレッジ
- カイバブ（部分）
- メスキートクリーク
- モハーヴェランチエステート
- ビーバーダム
- クロライド
- ハックベリー
- リトルフィールド
- ミードビュー
- ナッシング
- オートマン
- シーニック
- トポック
- ウィキーアップ
- ウルフホール
- バレンタイン
- ユッカ

#### ゴーストタウン
- アラモクロッシング
- オーブリーランディング
- シーダー
- サーバット
- モハーヴェシティ
- サンタクロース
- ウルフホール
- ゴールドロード
- ミネラルパーク

## 政府とインフラ
キングマン・アリゾナ州立刑務所はアリゾナ州矯正部が所有し、民間が運営する刑務所であり、モハーヴェ郡のゴールデンバレーとキングマンに近い未編入領域に位置している。

## 教育
郡内には次の教育学区とカレッジがある。

### 統一教育学区
- コロラドシティ教育学区
- キングマン教育学区
- レイクハバス教育学区
- リトルフィールド教育学区
- ピーチスプリングス教育学区

### 高校教育学区
- コロラド川統合高校教育学区

### 初等教育学区
- ブルヘッドシティ初等教育学区
- ハックベリー初等教育学区
- モハーヴェバレー初等教育学区
- オーウェンズ・ホイットニー初等教育学区
- トポック初等教育学区
- バレンタイン初等教育学区
- ユッカ初等教育学区

### カレッジ
- モハーヴェ・コミュニティ・カレッジ